# Eduard Lejeune
Adam Eduard August Lejeune (* 10. August 1797 in Frankfurt am Main; † 28. April 1882 ebenda) war ein Kaufmann und Politiker der Freien Stadt Frankfurt.

## Leben
Lejeune war der Sohn des Frankfurter Arztes Franz Adam Lejeune (1765–1854) und dessen Ehefrau Helene Marie d’ Orville (* 24. September 1768 in Frankfurt am Main; † 26. Februar 1843 ebenda), der Tochter des Johann Matthäus d’Orville und der Margarethe Bernus. Am 18. Juni 1832 heiratete er in Paris Appoline Eugenie Barre (* 5. Oktober 1813 in Paris; † 1. April 1863 in Frankfurt am Main), die Tochter des Pariser Kaufmanns Antonie Marie Hyppolite Barre (1787–1877) und dessen Ehefrau Victoire Sophie Allais (1788–1867). Der gemeinsame Sohn Eduard Alfred Lejeune (1838–1917) wurde Kaufmann und Inhaber der väterlichen Firma Ed. Lejeune.
Lejeune lebte als Händler in Frankfurt am Main. Er gründete eine Hasenhaarschneiderei und  1823 eine Holzhandlung. Später führte er die Ruhrkohle in Frankfurt ein und gründete 1825 eine Kohlenhandlung. Von 1847 bis 1854 war er Mitglied der Frankfurter Handelskammer.
Er gehörte 1851 dem Gesetzgebenden Körper der Freien Stadt Frankfurt an.